# ディレイラマ
ディレイラマ (Delay Lama) は、VSTインストゥルメント (VSTi) シンセサイザー。デフォルメされたチベット仏教の僧侶（ラマ）のアニメーションが、お経を唱えているかのような音声で歌う。

## 概要
2002年5月23日に、オランダの4人の学生グループ AudioNerdz によりインターネット上で公開された。公開当初から、その特徴ある外観と歌声により世界中のDTM関係者の間で話題になった。
メールアドレスを入力するだけでダウンロードできるフリーウェアである。AudioNerdz は「ディレイラマをダウンロードした人は、チベット問題活動団体 International Campaign for Tibet への寄付を是非行なってほしい」とサイト上で呼びかけているが、強制力は全く無く、寄付するか否かは利用者に任せている。
プラグインであるため単体では利用できない。VSTiに対応したDAW等に読み込むことで使用することができる。
起動すると、坊主頭で僧衣を纏っているというチベット仏教僧風のアニメーションが表示される。MIDI信号をディレイラマに対して出力すると、その名のとおりディレイのかかった僧侶のお経のような合成音声が発生し、音に合わせて僧侶の表情が動く。また、DAWからのMIDIコントロールだけでなく、ディレイラマ本体の画面でもチベット国旗をあしらったコントローラーでの「演奏」が可能で、それをDAW側でMIDIデータとして記録することも可能である。
一部の母音（日本語でいう「あ」「い」「お」及びその中間音）しか出力することができない。基本的にディレイラマを用いて歌を歌わせることは不可能であり、音声としてではなくお経風楽器として使用するのが一般的である。但し2007年5月以降の日本では、後述する「ニコニコ動画」の影響により、音声として利用されることも多い。
ディレイラマの母音の変化にはピッチベンドが対応している。ピッチベンドを変化させると、通常のMIDI音源であれば音程が変化するが、ディレイラマの場合は音程は変わらずに母音が変化する。

## グッズ
アメリカ合衆国の企業 CafePress.com のウェブサイト上にて、ディレイラマのグッズが販売されている。
AudioNerdz は、グッズ販売で得た利益の大部分を International Campaign for Tibet に寄付するとしている。

## 日本での反応
2007年5月22日、日本の動画配信関連サービスのニコニコ動画に、3人の僧侶（ディレイラマ）が『創聖のアクエリオン』を合唱する動画（通称「僧侶のアクエリオン」）が投稿され、チベット仏教僧がアニメソングを歌うという趣向が受けて話題になった。その後次々と、僧侶がアニメソングに限らない様々なジャンルの楽曲を歌う動画が投稿された。その人気から、ドワンゴでは2007年10月から前述の「僧侶のアクエリオン」を含む複数の歌を着うたとして配信している。なお、着うたは新たにドワンゴによって作成された歌声が使用されており、ニコニコ動画に投稿された楽曲とは別物である。
強いキャラクター性を持つ音声合成ソフトウェアであるという共通点から、DTMソフトウェアの「初音ミク」と比較・対比されることがある。『DTMマガジン』2007年11月号の「初音ミク特集」では、「スペシャルゲスト『ディレイ・ラマ』登場! ラマとミク、夢の競演」と題した初音ミクとディレイラマの特集記事の一節が組まれている。